# Jupiter (mythologie)
Jupiter (Latijn: Iuppiter of Iupiter; in dichterlijk Nederlands vroeger ook Jupijn), is een figuur uit de Romeinse mythologie. Hij is de oppergod en god van de hemel en het onweer. Hij is de zoon van Rhea en Saturnus, en de jongste broer van Ceres, Vesta, Pluto, Neptunus en Juno. Jupiter trouwde met Juno, maar hij had talloze minnaressen, zowel lagere natuurgodinnen als menselijke vrouwen, bij wie hij vele halfgoden verwekte. Zijn Griekse tegenhanger is Zeus. Zo was bijvoorbeeld Achilles een nakomeling van Zeus en Thetis. Bij prinses Alkmene verwekte hij (Zeus) Herakles. Zijn Etruskische tegenhanger is Tinia.
Aan Saturnus was voorspeld dat een van zijn kinderen hem van de troon zou stoten, net als hij bij zijn vader Uranus had gedaan. Daarom verslond hij zijn eerste vijf nakomelingen, tot groot verdriet van Rhea, zijn vrouw. Ten slotte, na het baren van Jupiter, gaf zij Saturnus een steen te eten en bracht Jupiter naar de Mons Ida op Kreta om opgevoed te worden door nimfen.
Toen Jupiter volwassen was, gaf hij Saturnus een braakmiddel, waardoor de vijf kinderen uitgebraakt werden. Hij bevrijdde ook Saturnus' broers, de Cyclopen, die hem als dank bliksemschichten als wapen gaven.

## Jupiter als god

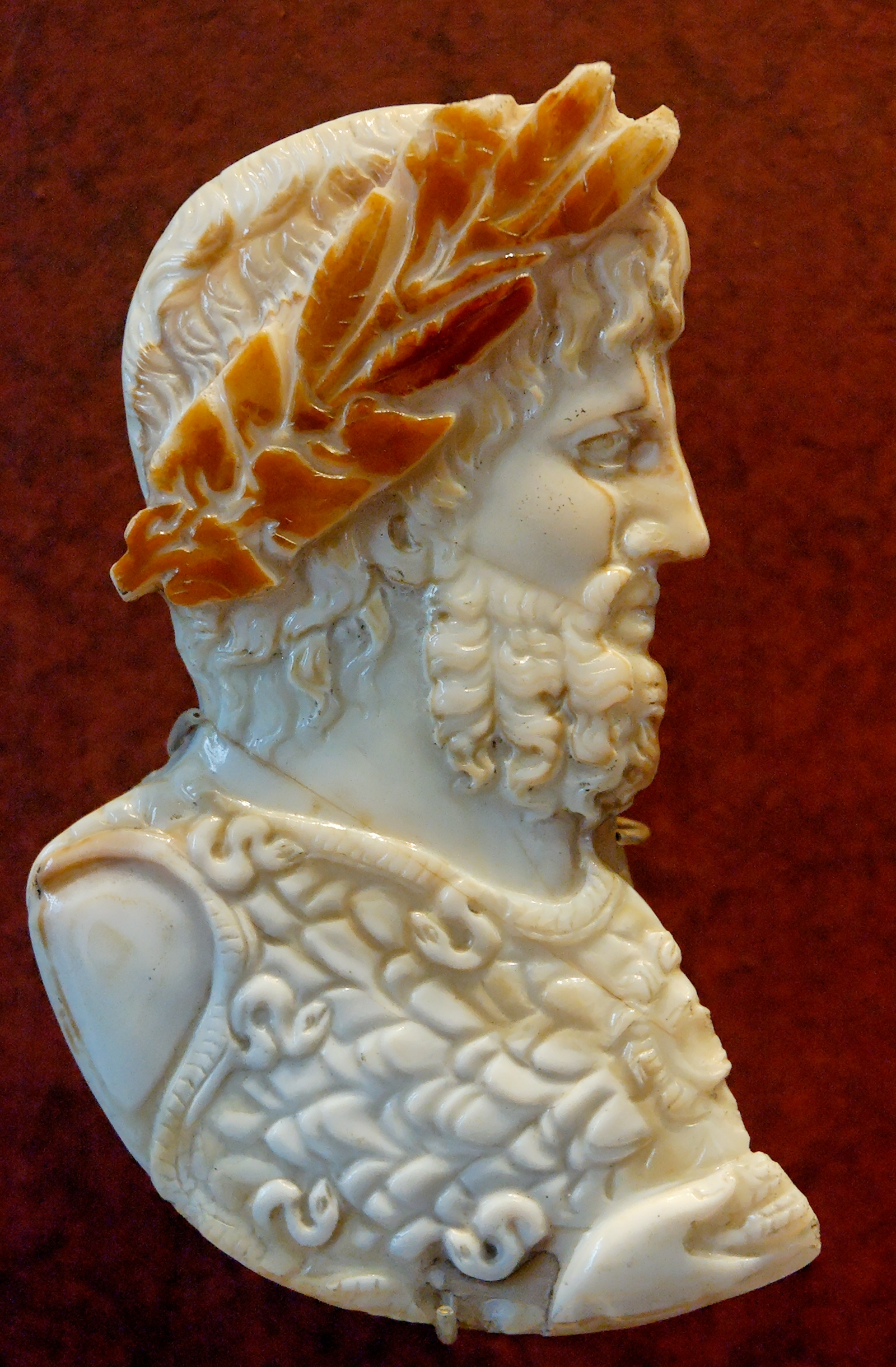

De Indo-Europese god Jupiter was, anders dan zijn Griekse versie Zeus, zowel een atmosferische als soevereine god. Jupiter kwam vergeleken met Zeus, als lid van de Indo-Europese godentrias, dichter bij de aarde te staan.
Met de verovering van het Imperium Romanum werd aan Jupiter ook meer en meer de goddelijke opdracht toegeschreven om de wereld te veroveren. Het was de goddelijke taak van Rome om de wereld te veroveren in opdracht van Jupiter.

### Hemelgod

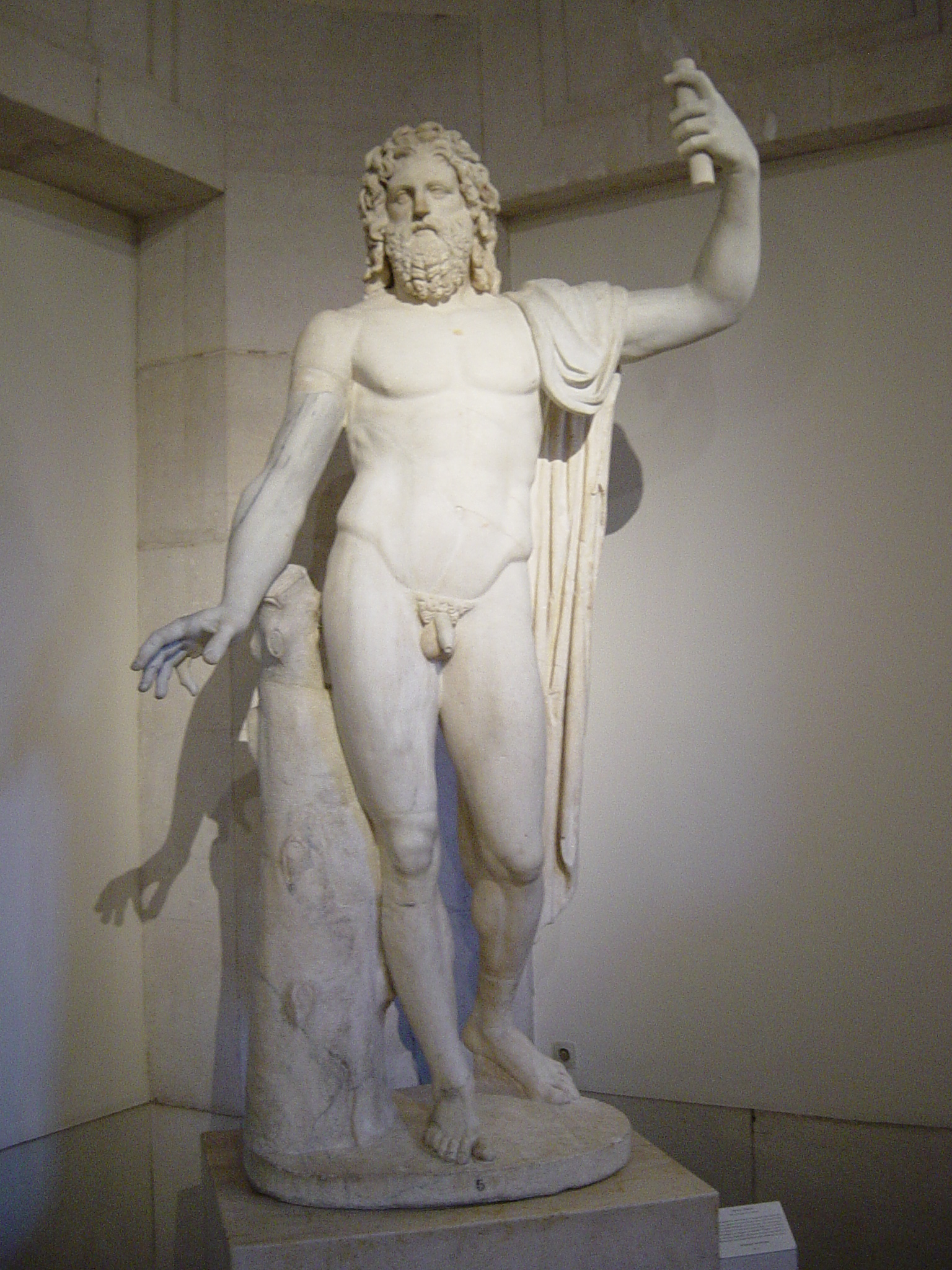
Beeld van Jupiter Tonans, vermoedelijk het cultusbeeld van zijn tempel in Rome (ca. 1e eeuw), naar een Grieks origineel van Leochares voor het Heiligdom van Zeus Polieus op de Akropolis (4e eeuw v.Chr.) (Museo del Prado).

Als hemelgod bezat Jupiter twee voorname functies, enerzijds die van weergod en anderzijds die van donder- en bliksemgod (een rol waarin we hem het beste kennen). Als weergod beheerste hij de wind en de storm, maar nog veel belangrijker was het feit dat hij ook de regen bracht.
In Italië was het immers geen luxe een god te hebben die voor regen kon zorgen en we merken dan ook dat in de epitheta van Jupiter verwijzingen naar regen en water zitten. In zijn functie als donder- en bliksemgod kon de eveneens soevereine god auspicia (voortekens) doorgeven aan de augures, die deze hemeltekenen interpreteerden.

### Soevereine god
Als soevereine god was Jupiter de hemelse collega van de rex (koning) en een van zijn oudste functies was getuige zijn bij en wreker van publieke én private eden en overeenkomsten. Hij was de garantie dat een eed niet verbroken werd en het oudste heiligdom van hem is dan ook dat van Jupiter Feretrius, die verbonden was met de Fetiales.

## Jupiter als god in een trias
Oorspronkelijk kende Rome een Indo-Europese godentrias bestaande uit Jupiter, Mars en Quirinus. Zij werden in eden nog steeds als voornaamste goden aanroepen.
Onder invloed van de Etrusken veranderde de Romeinse trias Jupiter-Mars-Quirinus naar die van Jupiter-Juno-Minerva (cf. de Etruskische trias Tinia-Uni-Menrva). Dit werd afgesloten met de bouw van een tempel voor deze trias op het Capitool, die door Lucius Tarquinius Superbus zou zijn begonnen. In deze trias zou Jupiter de overhand krijgen op Juno en Minerva, die minder weerstand konden bieden dan Mars en Quirinus.

## Deepithetavan Jupiter

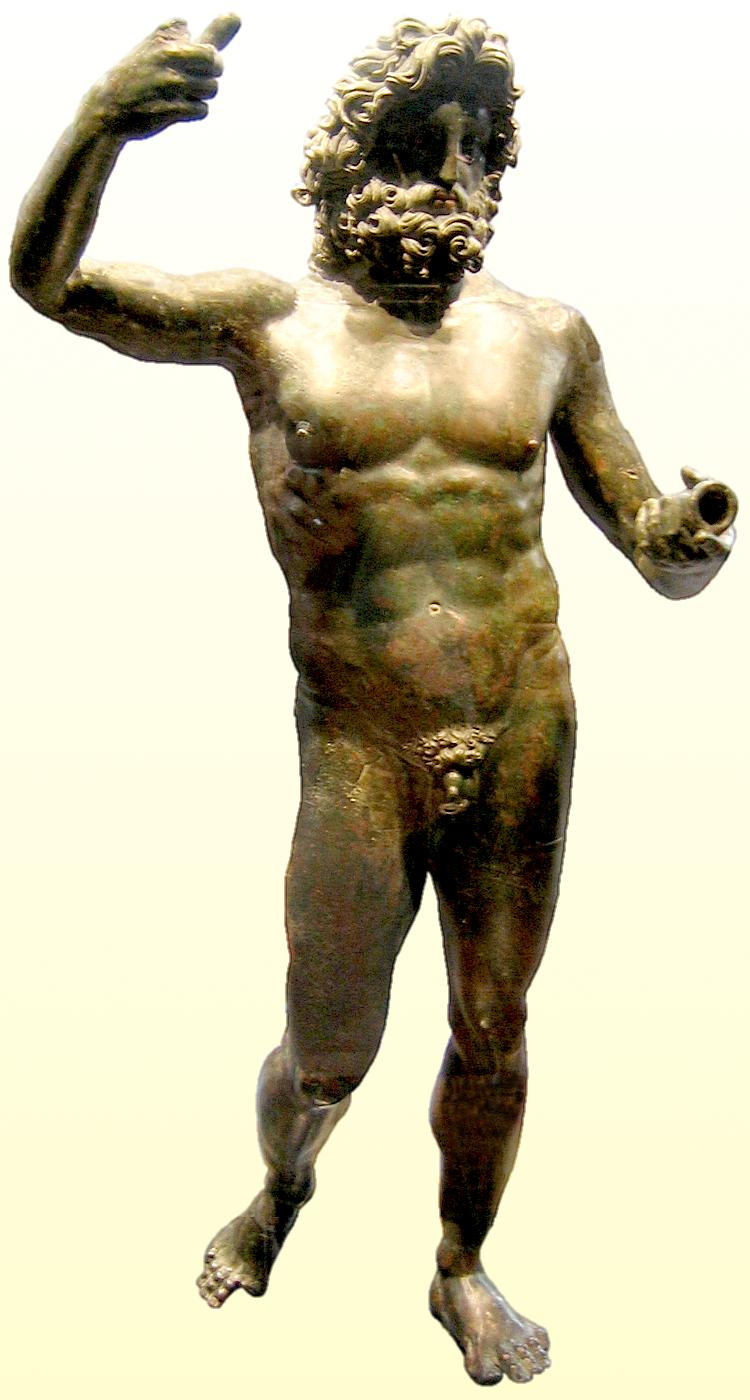
Bronzen standbeeld van Jupiter Stator (1e eeuw, museum van Évreux).

- Iuppiter Aquaelicium (< aqua: water + licere: dragen; "Jupiter Waterdrager")
- Iuppiter Caelestis (< caelium: hemel; "hemelse Jupiter")
- Iuppiter Capitolinus (< Capitolium: Capitolijn; "Capitolijnse Jupiter")
- Iuppiter Elicius (< eliciare: ontlokken, oproepen; "die [hemelse voortekenen] roept" of "die wordt opgeroepen [door bezweringen]")
- Iuppiter Fulgurator (< fulgare: bliksemen; "Bliksemende Jupiter")
- Iuppiter Latarius (< Latium; "Jupiter van Latium")
- Iuppiter Latiaris (< Latium; "Latijnse Jupiter", beschermer van het Latijns verbond en aanbeden op de Albaanse berg)
- Iuppiter Lucetius (< lux: licht; "Lichtende Jupiter")
- Iuppiter Optimus Maximus (< optimus: opperste + maximus: grootste; "Jupiter de Opperste de Grootste", naam voor Jupiter als oppergod van de Romeinen)
- Iuppiter Pluvius of Iuppiter Pluvialis (< pluvia: regen; "Jupiter van de regen")
- Iuppiter Stator (< sistare: tot staan brengen; "Tot stilstand brengende Jupiter", zowel van de vlucht als van het huidige (beschermer))
- Iuppiter Terminus of Iuppiter Terminalus (< terminare: begrenzen; "Jupiter van de grenzen", in verband met de Terminalia)
- Iuppiter Summanus (< Summamus: Etrukische god (bliksemslingerende nachtgod en god van de nachtelijke dauw); "Jupiter Summanus", het met de Etruskische Summanus samenvallende deel van Jupiter)
- Iuppiter Tonans (< tonare: donderen; "Jupiter Donderaar")
- Iuppiter Victor  (< vincare: overwinnen; "Jupiter Overwinnaar" of "Zegevierende Jupiter")
- Iuppiter Dolichenus (naar de Anatolische plaats Doliche, het huidige Dülük). Hier werd van oudsher een lokale god vereerd die stond op een stier en met een bliksem en een bijl in de handen. Deze iconografie gaat terug op de Babylonische god Adad en de Luwische stormgod Tarhunt. In de Romeinse tijd werd deze god geïdentificeerd met Jupiter en zijn cultus was erg populair in het leger in de laat-Romeinse tijd. Door de Romeinen werd Jupiter Dolichenus afgebeeld als een bebaarde man gezeten op een stier met in de linkerhand een bliksem en in de rechterhand een bijl.[5]